# Chanda
Chanda (en sanskrit et pali) est un terme du bouddhisme qui peut se traduire par aspiration, intention, ou désir d'agir. Selon les écoles, il n'a pas toujours tout à fait le même sens et le même poids dans l'évolution vers l'éveil. En fonction de son objet, il peut s'agir d'un facteur mental qui peut être négatif, neutre ou positif.

## Fonction
Chanda est une faculté psychologique qui motive une action. Contrairement à la soif (triṣna), elle peut être négative, positive ou neutre, en fonction de l'objet sur lequel elle porte. Donc tant que facteur positif, elle est une aspiration, et constitue une des quatre « bases du pouvoir méditatif » (riddhipāda), à côté de la force (vīrya), du calme de l'esprit (citta) et de l'examen minutieux (mimāṃsā),. Selon Bhikkhu Bodhi, ce désir — ou cette aspiration — d'agir, et donc d'atteindre un but, doit être distinguée du désir au sens négatif, c'est-à-dire de l'avidité (lobha) et de l'envie (râga). Et si ces deux derniers éléments sont invariablement négatifs, chanda peut être un désir vertueux et un facteur éthique positif lorsqu'il est mis en œuvre pour atteindre un but valable. En tant que tel, il peut être considéré comme l'extension de la main (mind's hand) de l'esprit vers l'objet.
Il faut cependant remarquer que, dans les sûtra, on trouve souvent chanda utilisé comme synonyme de lobha et de râga. Cependant, les textes reconnaissent aussi qu'il peut s'agir d'un facteur bénéfique, par exemple quand il s'agit d'abandonner un état malsain ou d'arriver à un stade positif. 
Damien Keown souligne que chanda permet de comprendre comment il est possible de désirer le nirvâna, alors même que le désir est une chose négative, et que tout désir n'est donc pas à supprimer. On peut ainsi désirer que les autres soient heureux, ou encore souhaiter laisser derrière soi un monde plus harmonieux que celui que l'on a connu. Ainsi, tout désir n'est pas soif au sens de trishna ou tanhâ.

### Calme mental
Enfin, chanda entre dans des listes de dix, cinq ou six facteurs mentaux de différentes écoles du bouddhisme ancien. En tant que telle, elle joue un rôle important pour produire une activité saine, en particulier pour développer le calme mental (samatha). Elle est une des forces qui contrebalancent les cinq obstacles (nīvaraṇa) à l'établissement du calme mental. Selon Asanga, elle est même le fondement de ces forces, car quand elle s'appuie sur la foi (shradda), elle produit un effort ferme et résolu grâce auquel on peut pratiquer l'attention juste (smriti) et l'équanimité (upekṣā) qui permettent d'atteindre le but final, à savoir l'éveil.